# آنه‌گرت کرامپ-کارنباوئر
آنه‌گرت کرامپ-کارنباوئر (آلمانی: Annegret Kramp-Karrenbauer؛ زادهٔ ۹ اوت ۱۹۶۲) از سیاستمداران آلمانیِ اتحادیه دموکرات مسیحی آلمان که از سال ۲۰۱۸ به عنوان رهبر اتحادیه دموکرات مسیحی آلمان فعالیت کرده‌است. او پیشتر از ۲۰۱۱ تا ۲۰۱۸ رئیس‌الوزرای زارلاند بوده‌است. او در سال ۲۰۱۸ و پس از پایان کار آنگلا مرکل به عنوان رهبر این حزب برگزیده شد. کرامپ-کارنباوئر در فوریه ۲۰۲۰ اعلام کرد تا پایان سال از سمت خود کنار خواهد رفت و در انتخابات سال بعد برای صدارت عظمی نامزد نخواهد شد.
وی همچنین برندهٔ جوایزی همچون لژیون دونور شده‌است.
در سال ۱۹۹۸ به مدت ۶ ماه، نماینده مجلس فدرال آلمان بود. با حمایت پتر مولر، نخست‌وزیر وقت ایالت زارلند، طی ۱۲ سال بر صندلی ریاست ۴ وزارتخانه آن ایالت تکیه زد. در سال ۲۰۱۱ با کناره‌گیری پتر مولر به مقام نخست‌وزیری این ایالت رسید. شهرت وی علاوه بر مقام‌های متعدد سیاسی که داشته‌است به جهت میانجی گری میان جناح‌های مختلف و رقیب درون حزبی است. با این کار افراد را در داخل حزب، همسو نموده و در بیرون حزب از اهداف و برنامه‌های حزب به خوبی دفاع می‌نماید.
کارن باوئر در میان همکاران و هم حزبی‌های خویش با نام مستعار «آ.کا. کا» شناخته می‌شود و با حضور خانم مرکل در سمت صدراعظم آلمان و شباهت‌های رفتاری آ.کا. کا به خانم مرکل وی را با القابی چون مینی مرکل یا کپی مرکل یاد می‌کنند. نامبرده مورد اعتماد صدراعظم فعلی و با کسب ۵۲۷ رای از ۹۹۹ رای، مورد اعتماد هم حزبی‌های خویش است.
این دومین بار است که یک خانم به ریاست حزب دموکرات مسیحی آلمان برگزیده می‌شود و در صورت انتخاب به عنوان صدراعظم، دومین خانمی است که به این مقام خواهد رسید.
از خصلت‌های نامبرده می‌توان به نرم گفتاری در عین قاطعیت و عملگرایی اشاره کرد.

## زندگی‌نامه
آنه‌گرت کرامپ کارن باوئر زاده ۹ اوت ۱۹۶۲ در خانواده کاتولیک در ایالت زارلند که در جنوب غربی آلمان موقعیت دارد و کوچکترین ایالت این کشور است به دنیا آمده‌است. وی در سال ۱۹۸۱ وارد حزب اتحادیه دموکرات مسیحی آلمان شد و پس از فارغ‌التحصیلی در رشته علوم سیاسی وارد عرصه سیاست شد.
کارن باوئر هم‌اکنون وزیر دفاع جمهوری فدرال آلمان و جانشین اورزولا فن در لاین در این مسند می‌باشد.